# Limbile Uniunii Europene

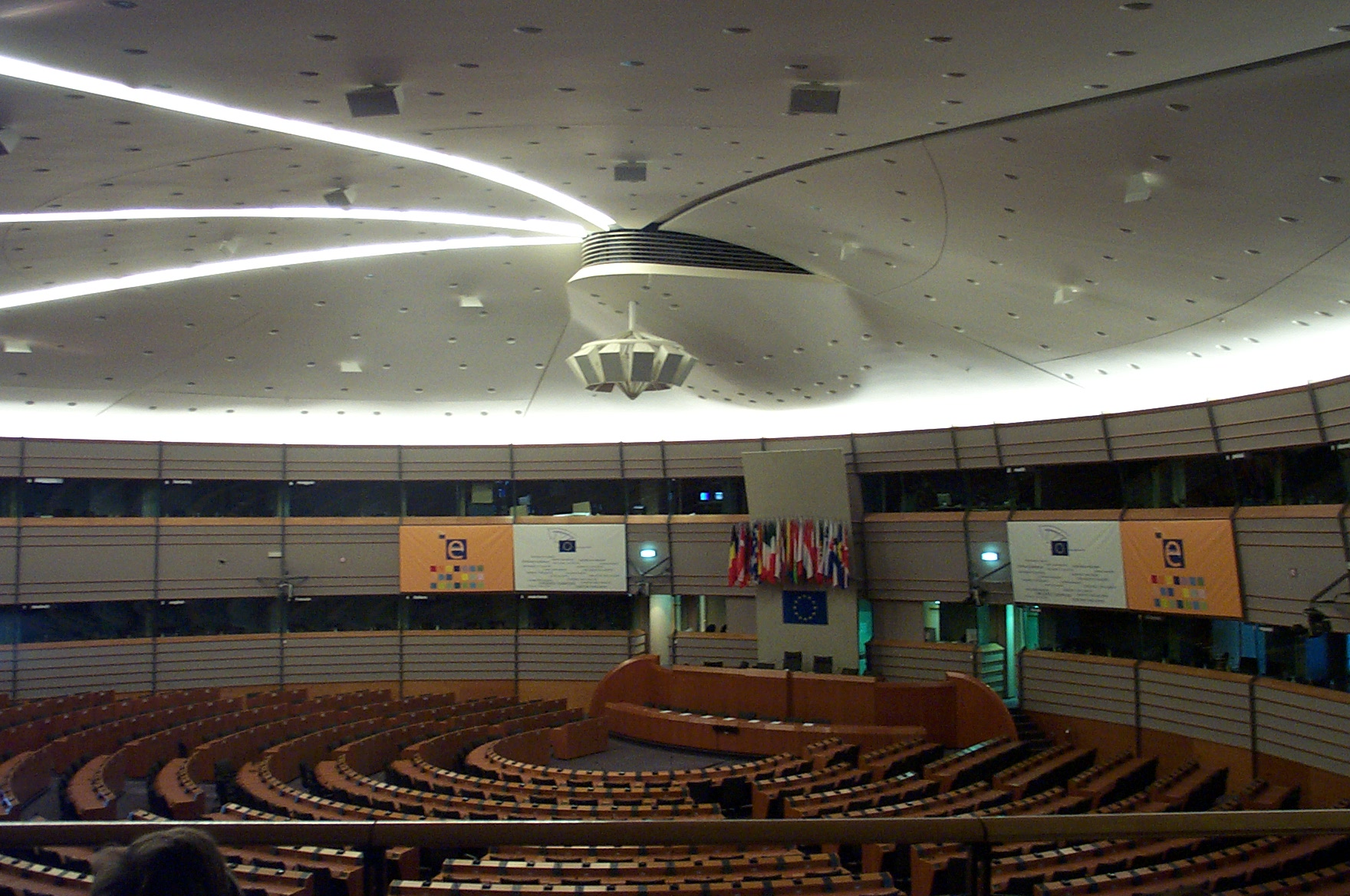
Sala de dezbateri a Parlamentului European - cabinele interpreților sunt în apropierea bannerelor.

Limbile Uniunii Europene sunt limbile folosite de populația din statele membre ale Uniunii Europene. Există 24 de limbi oficiale, plus o serie de alte limbi vorbite pe teritoriul Uniunii. UE își încurajează toți cetățenii să vorbească mai multe limbi; în mod special, încurajează ca cetățenii săi să vorbească, în afară de limba maternă, alte două limbi. Există, în acest sens, chiar o serie de programe de finanțare a învățării de limbi și de promovare a diversității lingvistice.

## Limbile oficiale ale Uniunii Europene

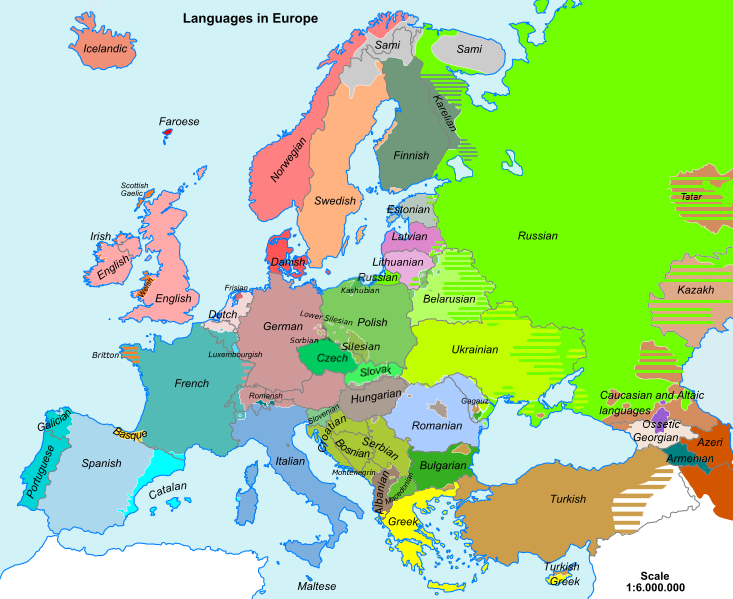
Harta limbilor Europei

Prima politică lingvistică oficială a ceea ce era la vremea respectivă Comunitatea Europeană a stabilit ca limbi de lucru oficiale ale UE neerlandeza, franceza, germana și italiana. De atunci, odată cu extinderea Uniunii, numărul limbilor oficiale și de lucru a crescut. Întotdeauna au existat mai puține limbi oficiale decât state membre, aceasta întrucât unele țări împărtășesc limbi comune, de exemplu Belgia, unde limbi oficiale sunt olandeza, franceza și germana, în timp ce în Cipru majoritatea populației vorbește greaca. De la aderarea Croației există 24 de limbi oficiale recunoscute în Uniunea Europeană. În plus, există limbi indigene regionale sau minoritare (cum ar fi catalana, galiciana și basca în Spania, sau galeza și scoțiana în Marea Britanie), dar și limbi care au fost aduse în UE de către populațiile migratoare, notabile fiind araba, turca, urdu, hindi și chineza. Unele limbi regionale, cum ar fi catalana și galeza, au dobândit statut de limbi co-oficiale ale Uniunii Europene, iar utilizarea oficială a acestor limbi poate fi autorizată pe baza unui acord administrativ încheiat între Consiliu și statul membru solicitant. Pe de altă parte, nu toate limbile naționale au primit statut de limbă oficială a UE. Acestea includ luxemburgheza, o limbă oficială a Luxemburgului din 1984, și turca, limba oficială în nordul Ciprului. În ciuda retragerii Regatului Unit din Uniunea Europeana din 2020, limba engleză va rămâne în continuare una din cele 24 de limbi oficiale ale Uniunii.
| Limbă       | Oficială în (de jure sau de facto)                           | Începând cu |
| ----------- | ------------------------------------------------------------ | ----------- |
| Bulgară     | Bulgaria                                                     | 2007        |
| Cehă        | Cehia · Slovacia                                             | 2004        |
| Croată      | Croația · Austria                                            | 2013        |
| Daneză      | Danemarca · Germania                                         | 1973        |
| Engleză     | Irlanda · Malta                                              | 1973        |
| Estonă      | Estonia                                                      | 2004        |
| Finlandeză  | Finlanda                                                     | 1995        |
| Franceză    | Franța · Belgia · Luxemburg · Italia                         | 1958        |
| Germană     | Germania · Belgia · Austria · Luxemburg · Italia · Danemarca | 1958        |
| Greacă      | Grecia · Cipru                                               | 1981        |
| Irlandeză   | Irlanda                                                      | 2007        |
| Italiană    | Italia · Croația · Slovenia                                  | 1958        |
| Letonă      | Letonia                                                      | 2004        |
| Lituaniană  | Lituania                                                     | 2004        |
| Maghiară    | Ungaria · Austria · Slovacia · Slovenia                      | 2004        |
| Malteză     | Malta                                                        | 2004        |
| Neerlandeză | Olanda · Belgia                                              | 1958        |
| Poloneză    | Polonia                                                      | 2004        |
| Portugheză  | Portugalia                                                   | 1986        |
| Română      | România                                                      | 2007        |
| Slovacă     | Slovacia · Cehia · Ungaria                                   | 2004        |
| Slovenă     | Slovenia                                                     | 2004        |
| Spaniolă    | Spania                                                       | 1986        |
| Suedeză     | Suedia · Finlanda                                            | 1995        |

Toate limbile UE sunt și limbi de lucru. Documentele pe care un stat membru sau o persoană aflată sub jurisdicția unui stat membru le trimite instituțiilor UE pot fi adresate în oricare din limbile oficiale. Răspunsul trebuie formulat în aceeași limbă. Regulamentele și alte informații generale trebuie exprimate în cele 24 de limbi oficiale. Jurnalul Oficial al Uniunii Europene este și el publicat în cele 24 de limbi oficiale.
Legislația și documentele publice importante sunt redactate în toate cele 24 de limbi oficiale. Alte documente, cum ar fi comunicările cu autoritățile naționale, decizii adresate unor indivizi sau entități particulare și corespondența sunt traduse doar în limbile necesare. Comisia Europeană își efectuează operațiunile interne în trei limbi: engleză, franceză și germană și devine complet multilingvă doar pentru informații publice. Parlamentul European, însă, are membri care au nevoie de documente de lucru în propria limbă, de aceea lucrează complet multilingv.

## Cunoștințele lingvistice ale cetățenilor europeni
Tabelul de mai jos exprimă - la nivelul anului 2005 - proporția de cetățeni care au spus că pot vorbi una din limbile oficiale ale UE, ca limbă maternă sau ca limbă străină:

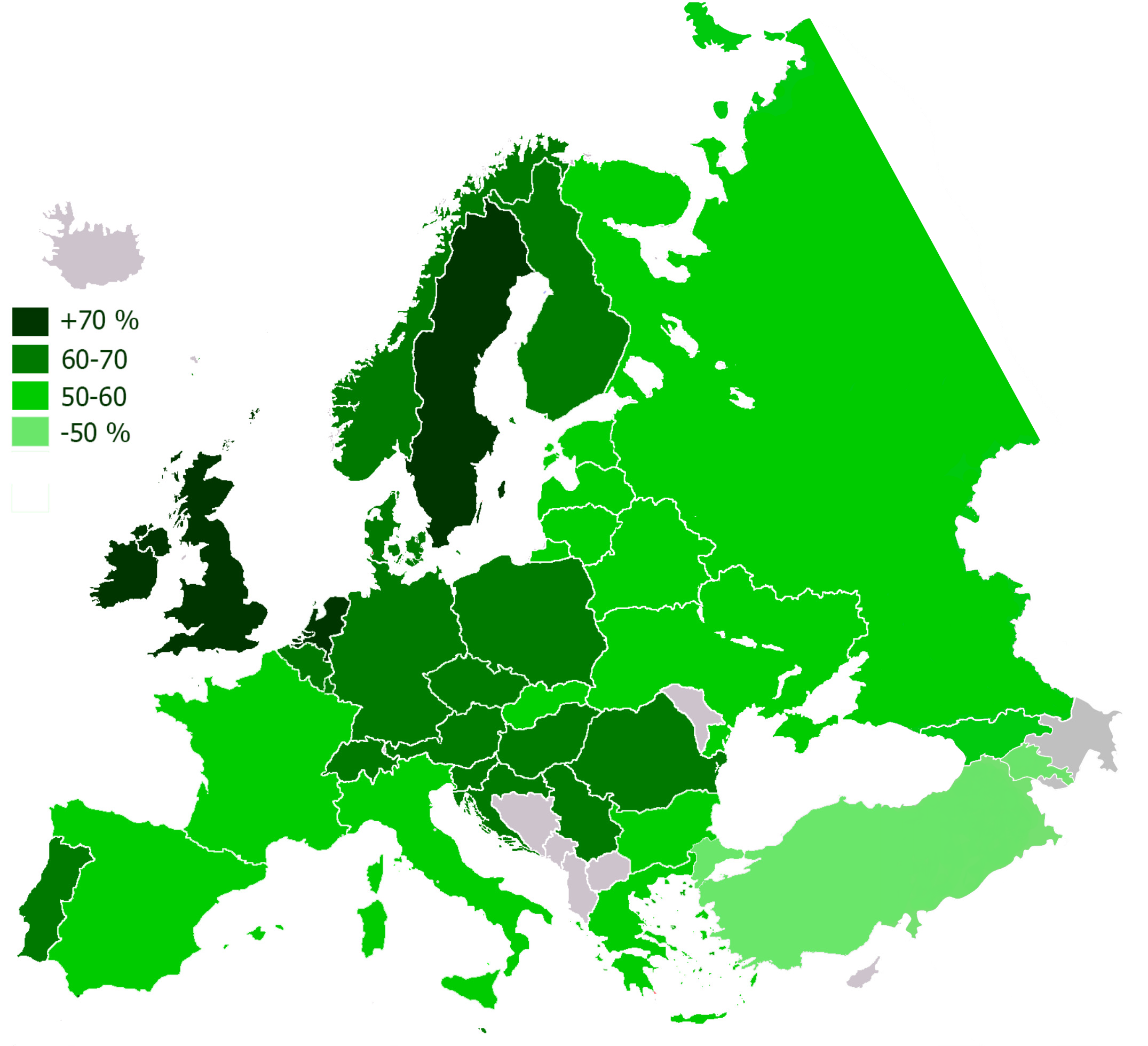
Cunoașterea limbii engleze

Cunoașterea limbii spaniole

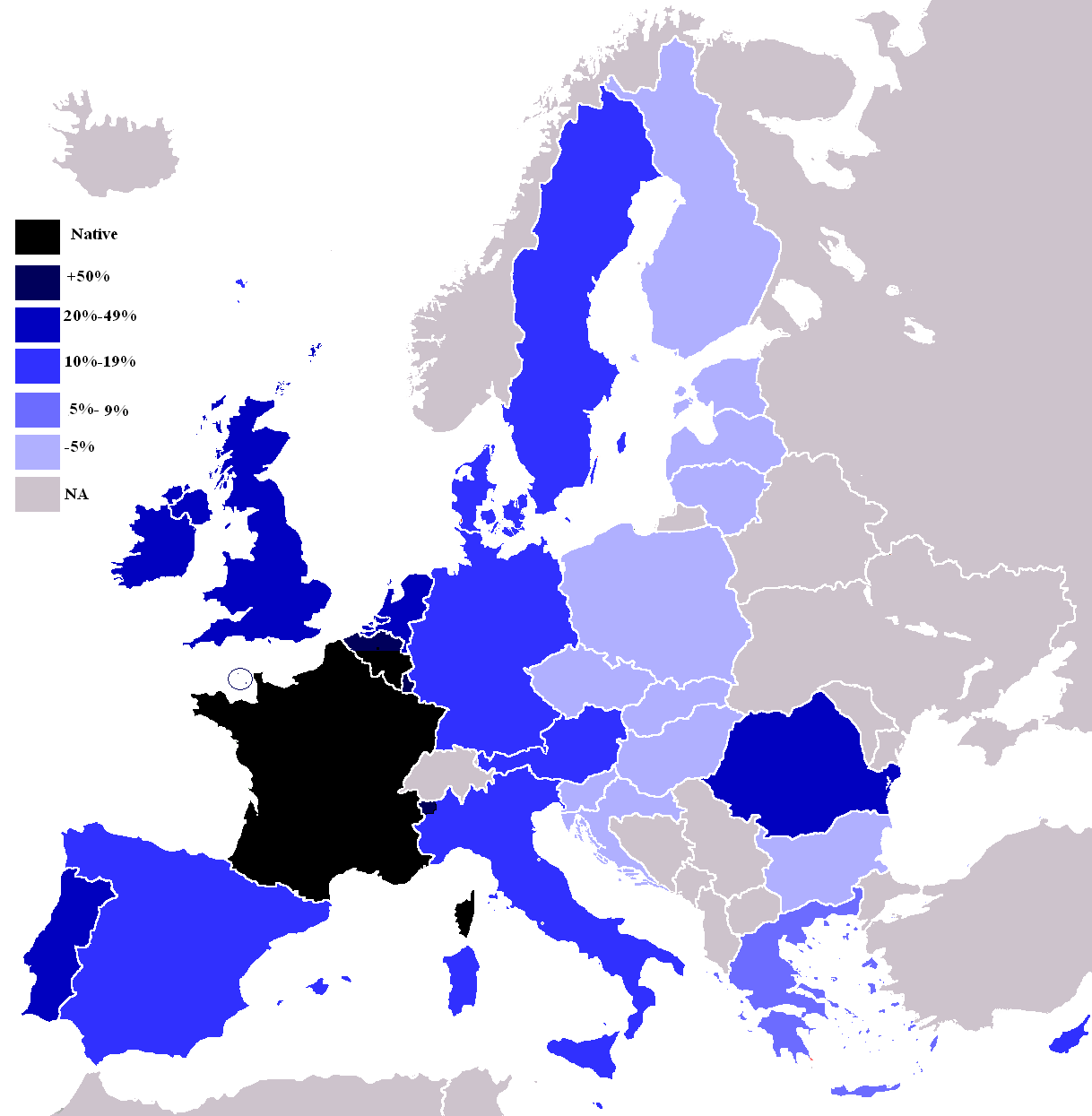
Cunoașterea limbii franceze (scară diferită)

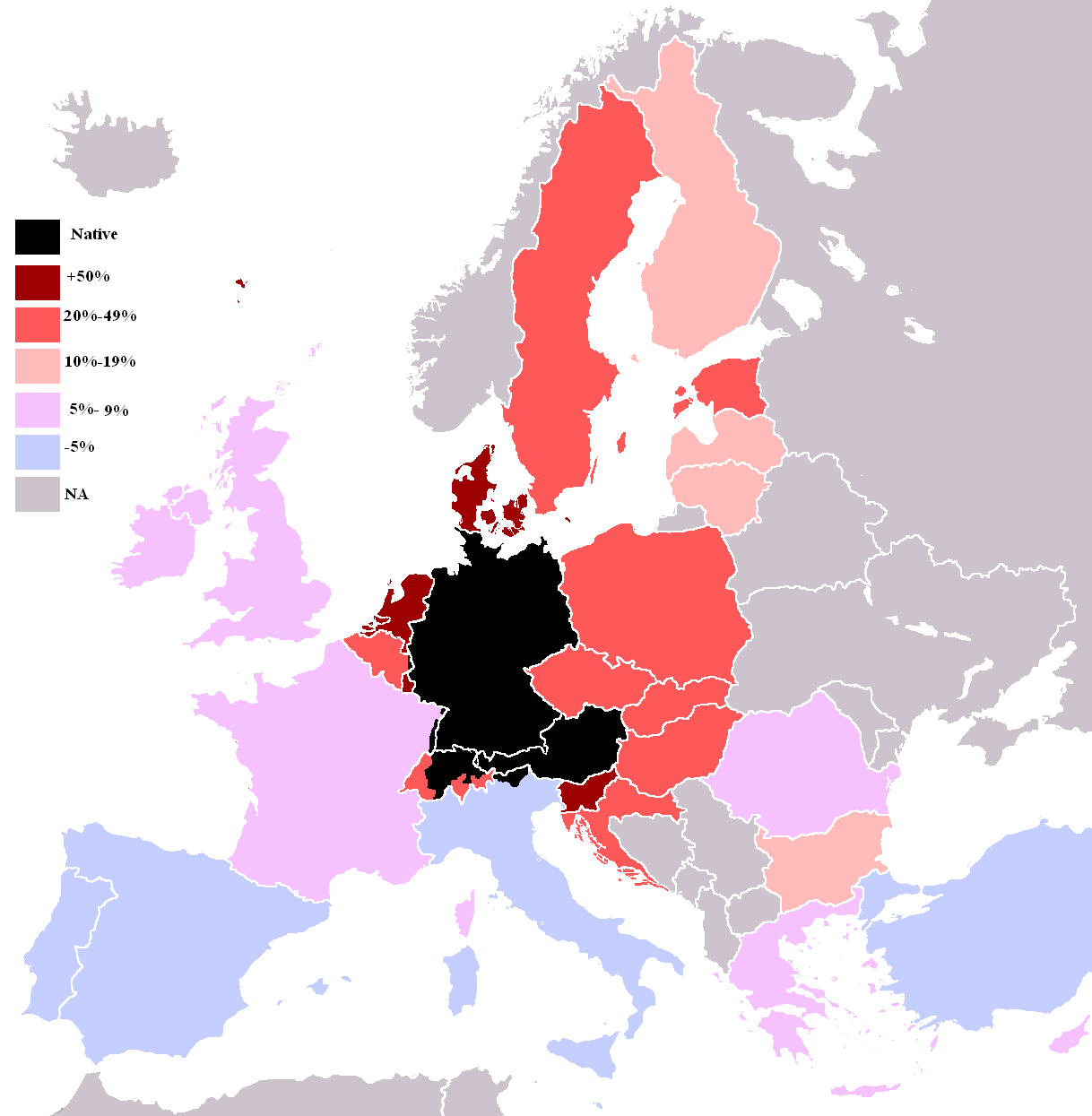
Cunoașterea limbii germane (scară diferită)

Cunoașterea limbii italiane

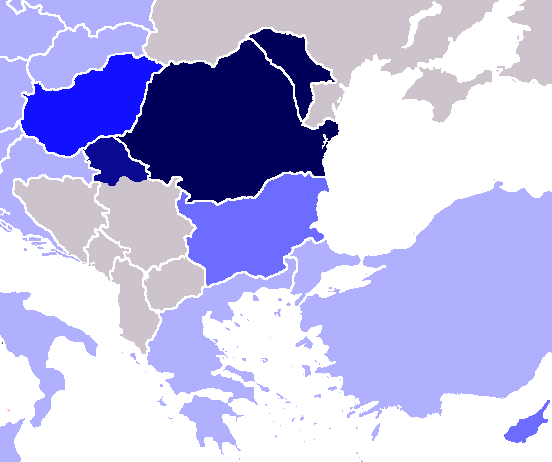
maternă
peste 3%
1-3%
sub 1%
n/a

| maternă | peste 3% | 1-3% | sub 1% | n/a |

| Limba      | Procentul din populația UE care o vorbește | Procentul din populația UE care o vorbește | Procentul din populația UE care o vorbește |
| Limba      | ca limbă maternă                           | ca a doua limbă                            | Procentaj total                            |
| ---------- | ------------------------------------------ | ------------------------------------------ | ------------------------------------------ |
| engleză    | 13%                                        | 34%                                        | 47%                                        |
| germană    | 18%                                        | 12%                                        | 30%                                        |
| franceză   | 12%                                        | 11%                                        | 23%                                        |
| italiană   | 13%                                        | 2%                                         | 15%                                        |
| spaniolă   | 9%                                         | 5%                                         | 14%                                        |
| poloneză   | 9%                                         | 1%                                         | 10%                                        |
| olandeză   | 5%                                         | 1%                                         | 6%                                         |
| rusă       | 1%                                         | 5%                                         | 6%                                         |
| suedeză    | 2%                                         | 1%                                         | 3%                                         |
| greacă     | 2%                                         | 0%                                         | 2%                                         |
| portugheză | 2%                                         | 0%                                         | 2%                                         |
| daneză     | 1%                                         | 1%                                         | 2%                                         |
| finlandeză | 1%                                         | 0%                                         | 1%                                         |

(Sursă)
Cunoașterea de limbi străine variază considerabil în diversele state, cum se vede în tabelul de mai jos. Cele mai vorbite trei limbi (ca a doua limbă) în UE sunt engleza, germana și franceza.
| Țara            | Engleză ca a doua limbă | Germană ca a doua limbă | Franceză ca a doua limbă |
| --------------- | ----------------------- | ----------------------- | ------------------------ |
| Belgia          | 52%                     | 25%                     | 44%                      |
| Bulgaria        | 15%                     | n/a                     | n/a                      |
| Cehia           | 24%                     | 31%                     | n/a                      |
| Croația         | 43%                     | 33%                     | n/a                      |
| Danemarca       | 83%                     | 54%                     | n/a                      |
| Germania        | 51%                     | 7%                      | 12%                      |
| Estonia         | 41%                     | 18%                     | n/a                      |
| Grecia          | 44%                     | 8%                      | 8%                       |
| Franța          | 34%                     | 7%                      | n/a                      |
| Irlanda         | 6%                      | n/a                     | 19%                      |
| Italia          | 29%                     | 4%                      | 11%                      |
| Cipru           | 71%                     | 3%                      | 11%                      |
| Letonia         | 34%                     | n/a                     | n/a                      |
| Lituania        | 26%                     | n/a                     | n/a                      |
| Luxemburg       | 66%                     | 84%                     | 90%                      |
| Ungaria         | 16%                     | 16%                     | n/a                      |
| Malta           | 89%                     | n/a                     | 17%                      |
| Țările de Jos   | 87%                     | 66%                     | 24%                      |
| Austria         | 53%                     | n/a                     | 11%                      |
| Polonia         | 25%                     | 19%                     | n/a                      |
| Portugalia      | 26%                     | n/a                     | 20%                      |
| Spania          | 20%                     | n/a                     | 8%                       |
| România         | 26%                     | n/a                     | 17%                      |
| Slovenia        | 56%                     | 45%                     | n/a                      |
| Slovacia        | n/a                     | 28%                     | n/a                      |
| Finlanda        | 60%                     | 17%                     | n/a                      |
| Suedia          | 85%                     | 28%                     | 10%                      |
| Țări candidate: |                         |                         |                          |
| Turcia          | 18%                     | 4%                      | n/a                      |

(Sursă)

## Statutul altor limbi
Într-o informare oficială a existat sugestia ca principiul implicit pentru stabilirea limbilor oficiale ale UE să fie acela ca fiecare stat membru să aducă cel mult o limbă oficială ('un stat membru, o limbă'). Aceasta nu are însă aspect obligatoriu.
Guvernul spaniol și cel irlandez au încercat obținerea statutului de limbă UE oficială pentru bască, catalană-valenciană, galiciană și irlandeză. Consiliul UE a decis, la 13 iunie 2005, să autorizeze folosirea limitată la nivelul UE a limbilor recunoscute de către statele membre, altele decât limbile oficiale de lucru. Pe lângă definirea irlandezei ca a 21-a limbă oficială, Consiliul a permis, de asemenea, recunoașterea "limbilor altele decât cele definite prin Reglementarea nr. 1/1958 al căror statut este recunoscut de către constituția unui stat membru pe o parte sau pe tot teritoriul său, ori care sunt recunoscute drept limbi oficiale."  Folosirea oficială a unor asemenea limbi va fi autorizată în concordanță cu reglementările administrative existente între Consiliu și statul membru respectiv.

### Irlandeza
Deși irlandeza nu a fost o limbă oficială UE înainte de 13 iunie 2005, ea este prima limbă oficială din Irlanda și are statutul de limbă minoritară pe teritoriul Irlandei de Nord. De la accederea, în 1973, a Irlandei în  Uniunea Europeană, tratatele UE au fost publicate și autentificate în irlandeză - ca o limbă oficială a tratatului - împreună cu limbile oficiale ale UE,  și a existat posibilitatea de a se trimite UE documente în irlandeză. La 13 iunie 2005, drept urmare a unei decizii unanime a ministerelor de externe ale UE, s-a anunțat că irlandeza va deveni cea de-a 21-a limbă oficială a UE, cu observația că nu trebuie traduse toate documentele în irlandeză ca în cazul celorlalte documente oficiale. Decizia înseamnă că legislația aprobată atât de Parlamentul European și Consiliul Miniștrilor va fi acum tradusă în irlandeză, iar interpretările din irlandeză vor fi acum disponibile la sesiunile Parlamentului European și la unele întâlniri ale Consiliului. Noile prevederi au devenit valabile din 1 ianuarie 2007. Costurile traducerii, interpretării, publicării și serviciilor legale implicate în folosirea irlandezei ca o limbă oficială a UE au fost estimate la sub 3.5 milioane Euro anual.
Irlandeza va deveni prima limbă oficială a Uniunii care nu este vorbită cel mai mult pe teritoriul vreunui stat membru - statisticile din 2002 arătând că în Irlanda sunt 1,670,894 vorbitori de irlandeză dintr-o populație de 3,750,995 și doar 439,541 folosesc, zilnic, irlandeza. Există și o serie de comunități din diaspora, mici, dar în creștere, care vorbesc această limbă, cea mai mare fiind cea din SUA cu 25,000 vorbitori de irlandeză.

### Catalană, galiciană, și bască
Deși catalana, galiciana și basca nu sunt limbi oficiale naționale în Spania, fiind limbi co-oficiale în anumite regiuni, ele sunt eligibile pentru a beneficia de prevederile rezoluției din 13 iunie 2005 a Consiliului Uniunii Europene.
Statutul catalanei, vorbită de mai multe milioane de cetățeni, a fost subiectul unei dezbateri speciale, folosirea ei fiind definită prin rezoluția A3-169/90 a Parlamentului European din 11 decembrie 1990. Pe 16 noiembrie 2005 Comitetul Regiunilor a semnat o înțelegere cu ambasadorul Spaniei la UE, Carlos Sagües Bastarreche, aprobându-se, pentru prima dată, folosirea limbilor regionale din Spania.

### Galeza și scoțiana
Pe 15 iulie 2008, Consiliul Europei a aprobat numirea limbii galeze ca limbă co-oficială a Uniunii Europene. Scoțiana a primit același statut în octombrie 2009. Limba galeză este proprie Țării Galilor. Totuși, doar 11% din locuitorii Țării Galilor vorbesc fluent galeza. Scoțiana este vorbită, după cum îi spune și numele, în Scoția de puțin peste 25.000 de persoane, potrivit recensământului din 2011.

### Rusa
Deși nu este o limbă oficială a UE, rusa este vorbită în unele state membre ale Uniunii care făceau parte mai demult din Blocul estic. Împreună cu olandeza este cea de-a 7-a limbă în topul limbilor vorbite în UE. Circa 6 % din cetățenii UE vorbesc rusa într-o anumită măsură.

### Romani
Romii, cunoscuți în limbajul comun și ca țigani, numără peste 2 milioane de persoane în întreaga Uniune Europeană, cele mai importante comunități aflându-se în România, Bulgaria și Franța. Limba romilor este cunoscută în literatura de specialitate ca romani, deși nu toți romii o vorbesc. Limba romani nu este oficială în niciun stat membru UE. Mai mult, mass-media și instituțiile educaționale rome sunt aproape inexistente.

### Limbajul semnelor
Aproximativ o persoană dintr-o mie folosește limbajul semnelor ca prim limbaj de exprimare. Un număr ridicat de țări recunoaște limbajul semnelor. La 17 iunie 1988, Parlamentul European a aprobat, în unanimitate, o rezoluție privind limbajul semnelor, prin care se cere tuturor statelor membre să recunoască limbajul lor național al semnelor drept limbă oficială a persoanelor surdomute.

## Limbi suplimentare ale UE
Pe lângă limbile din Irlanda, Spania și Regatul Unit (vezi mai sus), există alte câteva limbi regionale vorbite în UE care nu au o recunoaștere oficială la nivelul UE (deși, poate, au recunoaștere oficială în statele membre). Unele din acestea au mai mulți vorbitori decât unele limbi oficiale, mai puțin folosite.
Printre acestea se află:
- Limba belarusă (în Polonia)
- dialectele regionale franceze
- Limba frizonă
- limbile din Italia
- Limba luxemburgheză
- Limba mirandeză
- Limba rusă
- Limbile sami
- Limbile sorbiane
- Limbile minoritare din Suedia
- Limbile din Regatul Unit
- Limba aromână din România, Bulgaria, Grecia.

Varietatea greacă Katharevousa nu mai este recunoscută drept oficială.

## Dispoziții din constituția propusă
Constituția europeană propusă (și, ulterior, respinsă) a fost disponibilă, oficial, în 21 de limbi și în limbile a trei țări candidate: română, bulgară, și turcă.  Versiunea propusă de Parlamentul European pentru ratificare de către statele membre conținea următoare prevedere:
Articolul IV-448(2): Acest Tratat poate fi tradus în orice limbă, după dorința statelor membre, care este oficială pe întreg sau o parte din teritoriul lor. O copie oficială a unei asemenea traduceri trebuie pusă la dispoziția arhivelor Consiliului.